# The Outlast Trials
The Outlast Trials là một tựa game thuộc thể loại kinh dị sinh tồn với góc nhìn thứ nhất sắp ra mắt, được phát triển và phát hành bởi studio Red Barrels. Đây là phần thứ ba trong loạt game Outlast, đóng vai trò là phần tiền truyện của hai trò chơi đầu tiên (Outlast, Outlast 2) và lấy bối cảnh các thí nghiệm bí ẩn trong Chiến tranh Lạnh. Phiên bản closed beta của trò chơi được phát hành từ ngày 28 tháng 10 đến ngày 1 tháng 11 năm 2022.

## Phát triển
Outlast 3 đã được công bố vào tháng 12 năm 2017, mặc dù không có khoảng thời gian phát hành hay nền tảng nào được xác nhận. Trong thông báo này, Red Barrels nói rằng vì họ cảm thấy khó khăn khi phát hành thêm một phiên bản mở rộng cho Outlast 2, họ đã có một dự án riêng biệt và nhỏ hơn liên quan đến Outlast sẽ được phát hành trước Outlast 3. Red Barrels cũng mô tả tựa game này như một "series phim truyền hình". Nhóm phát triển của trò chơi rơi vào khoảng 40 người.
The Outlast Trials đã được hé lộ vào tháng 10 năm 2019 và không phải là phần tiếp theo của Outlast 2. Phim nói về các đối tượng con người được thử nghiệm cho Tập đoàn Murkoff trong một thí nghiệm bí ẩn vào thời điểm Chiến tranh Lạnh. Tựa game lấy bối cảnh trong cùng một vũ trụ với các trò chơi trước. Người đồng sáng lập Red Barrels, David Chateauneuf, cho biết rằng "ý tưởng của game đã hoàn thành và hiện đang được phát triển".

### Quảng bá
Vào ngày 4 tháng 12 năm 2019, Red Barrels đã phát hành một hình ảnh teaser của trò chơi. Vào ngày 13 tháng 6 năm 2020, một đoạn teaser đã được phát hành, thông báo về việc game sẽ được phát hành vào năm 2021. Tuy nhiên, studio đã có thông báo vào tháng 8 năm 2021 rằng trò chơi sẽ bị trì hoãn đến năm 2022 do đại dịch COVID-19. Trong thời gian chờ đợi, Red Barrels đã phát hành một loạt video "behind the scenes" (hậu trường) trên kênh YouTube chính thức của họ.
Phiên bản closed beta của trò chơi đã được phát hành từ ngày 28 tháng 10 đến ngày 1 tháng 11 năm 2022, dành cho một số lượng nhỏ người chơi đã đăng kí tham gia thử nghiệm trên trang chủ của game trên Steam. Phiên bản beta này bao gồm một phân đoạn giới thiệu về gameplay, và một màn chơi thuộc dạng câu đố (trials), có tên "Snitches Get Stitches". Người chơi có thể hoàn thành màn chơi một mình hoặc cùng những người chơi khác được chọn tham gia vào bản beta trên toàn thế giới.